# Witch Mountain
Witch Mountain ist eine US-amerikanische Doom-Metal-Band aus Portland, Oregon, die im Jahr 1997 gegründet wurde.

## Geschichte
Die Band wurde im Jahr 1997 von dem Schlagzeuger Nathan „Nanotear“ Carson und dem Gitarristen Rob Wrong gegründet. Kurze Zeit später stieß der Bassist Kip Larson zur Besetzung, der wiederum durch Dave Hoopaugh ersetzt wurde. Im Jahr 2000 erschien eine erste EP unter dem Namen Homegrown Doom. Von 1998 bis 2002 folgten Touren zusammen mit Spirit Caravan und Weedeater und Auftritte zusammen mit Goatsnake, Acid King, High on Fire, Orange Goblin, Unsane, Clutch, Unida, Solitude Aeturnus, Isis, Soilent Green, Agalloch, Thrones, Electric Wizard, Yob und EyeHateGod. Zudem erschien im Jahr 2001 das Debütalbum …come the Mountain. Das Album war im August 2000 mit dem Co-Produzenten Mike Lastra aufgenommen worden. Als Gastsängerin ist Erica Stolz im Lied A Power Greater zu hören. In den Jahren nach der Gründung änderte sich die Besetzung der Band mehrfach, wobei die Band wegen privater Gründe von 2003 bis 2008 pausierte, ehe sich 2009 eine feste Besetzung fand. Bei einem Konzert im selben Jahr zusammen mit Pentagram kam Uta Plotkin als Gastsängerin auf die Bühne. Aufgrund der positiven Resonanz wurde sie festes Mitglied und alleinige Sängerin der Band. Im Januar 2010 nahm die Band ihr nächstes Album South of Salem auf. Im September veröffentlichte Adult Swim den Sampler Metal Swim, der das neue Witch-Mountain-Lied Veil of the Forgotten enthält. Weitere Bands hierauf sind unter anderem Boris, Torche, Kylesa, Isis und Skeletonwitch. Der Sampler erschien als Download. Danach ging die Band zusammen mit Saint Vitus auf Tour. 2011 erschien beim bandeigenen Label South of Salem, das von Billy Anderson produziert wurde. Zudem spielte die Band auf South by Southwest und ging zusammen mit Christian Mistress und Premonition 13 auf Tournee durch die Westküste der Vereinigten Staaten. Etwas später erreichte die Band einen Vertrag bei Profound Lore Records, worüber 2012 das von Anderson produzierte Album Cauldron of the Wild erschien. Hierauf ist Neal Munson als neuer Bassist zu hören. Im selben Jahr spielte die Band auf dem Scion Rock Fest, ehe es im Juni auf Tour durch die USA und Kanada ging. Im August holte Scion Audio/Visual die Band zurück ins Studio, um eine Single der Band aufzunehmen. Zudem wurde eine fünfwöchige Tour gesponsert, die im Oktober und November durch die USA stattfand. Danach erschien die Single unter dem Namen Bloodhound, ehe im Frühling 2013 eine Europatournee folgte, die von Island bis Polen reichte. Dabei spielte die Band zusammen mit Cough und spielte auch auf dem Roadburn Festival und den Desert Festivals in Berlin und London. Nach dem letzten Auftritt in Island begab sich die Band zurück in die USA, um an neuem Material zu arbeiten. Zudem folgten vereinzelte Auftritte zusammen mit Blue Öyster Cult und Candlemass. Erneut mit Anderson als Produzenten nahm die Band das Album Mobile of Angels auf, das im Herbst 2014 erschien. Vor der Veröffentlichung war die Band zusammen mit Hawkwind auf Europatournee gegangen. Nach der Albumveröffentlichung verließ Uta Plotkin die Band.

## Stil
laut.de schrieb, dass die Band Doom Metal mit Blues kreuzt. Die Texte seien düster und nachdenklich. Laut Norman R. von musikreviews.de sei auf Mobile of Angels kein reiner Doom Metal zu hören. Vor allem die Soli und Jams würden einen starken Blues-Einfluss aufweisen. Die Geschwindigkeit der Lieder sei gezügelt und die Songs meist überlang.

## Diskografie
- 2000: Homegrown Doom (EP, Rage of Achilles)
- 2001: …come the Mountain (Album, Rage of Achilles)
- 2011: South of Salem (Album, Mountastic Records)
- 2012: Cauldron of the Wild (Album, Profound Lore Records)
- 2012: Bloodhound (Single, Scion Audio/Visual)
- 2014: Mobile of Angels (Album, Profound Lore Records)